# Matic prespi pri prijatelju
Matic prespi pri prijatelju (COBISS)   je socialno psihološka povest, delo Janje Vidmar, ki je izšlo leta 2005 pri založbi Karantanija v zbirki Navihanček.

## Kraj in čas dogajanja
Kraj dogajanja je različen. Največ se dogaja pri Maticu in Urošu doma. Čas je sodobnost.

## Literarni liki
Matic - Je glavni junak te zgodbe, star 7 let. 
Uroš- Je njegov sošolec in najboljši prijatelj, s katerim preživi po cele popoldneve. 
Stranski liki- Matičevi in Uroševi starši, Uroševa babica

## Povzetek dela
V knjigi je predstavljen 7-letni Matic kot glavni junak zgodbe. Ima prijatelja Uroša,ki je hkrati tudi njegov sošolec.  
Matic prosi svoje starše, če bi lahko prespal pri Urošu za njegov rojstni dan. Mama se sprva obotavlja, potem pa Maticu le dovoli. Matic in Uroš sta vesela, ker se bosta lahko skupaj igrala cel dan, ter staršem obljubi, da se bo lepo obnašal. 